# Auradèr
Auradèr (en francès Auradé) és un municipi francès situat al departament del Gers i a la regió d'Occitània.

## Geografia

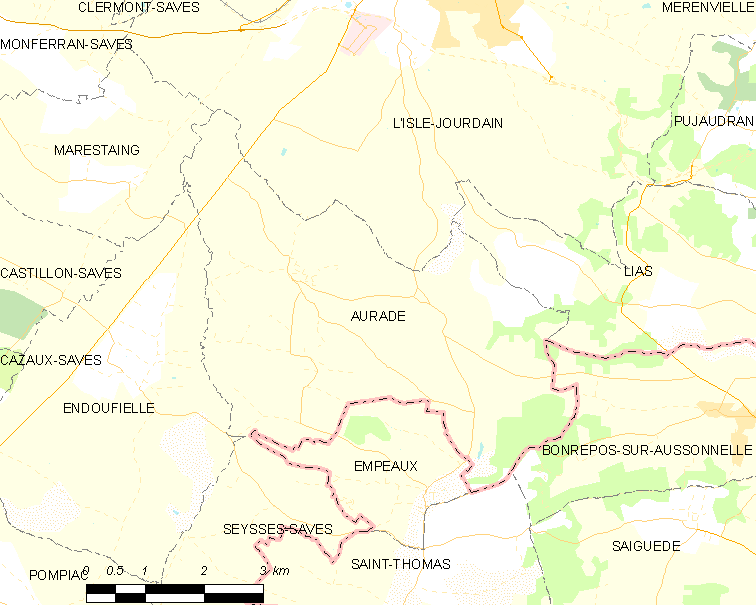
Mapa de la comuna de Auradèr

## Administració i política

### Alcaldes
| Període   | Identitat        | Partit        |
| --------- | ---------------- | ------------- |
| 1950-1953 | Léopold Campan   |               |
| 1953-1971 | Yves Gomez       |               |
| 1971-1989 | André Marestaing |               |
| 1989-     | Francis Larroque | Divers droite |

## Demografia
| 1962                                       | 1968 | 1975 | 1982 | 1990 | 1999 | 2006 |
| ------------------------------------------ | ---- | ---- | ---- | ---- | ---- | ---- |
| 278                                        | 318  | 320  | 329  | 322  | 388  | 520  |
| Des de 1962: població sense dobles comptes |      |      |      |      |      |      |